# Kufta
La kufta (anche kofta o kofte, dal persiano کوفته, “carne pestata”) è una polpetta, di solito di carne d'agnello speziata, che viene principalmente servita nei Balcani, nel Medio Oriente, nel Nordafrica e nel subcontinente indiano.
Viene normalmente fritta, ma in zone come Palestina e Giordania, la parola kufta indica la carne macinata cotta al forno. Quando viene impastata in spiedini e cotta sul carbone viene invece chiamata köfteli kebab.

## Varianti
In Grecia e a Cipro vengono fritte e accompagnate con tzatziki o yogurt.
In Bulgaria sono preparate con carne di bovino, suino o vitello, oppure con un impasto di tutte e tre. Vengono accompagnate con tarator o meze.
La ricetta rumena prevede invece l'utilizzo di carne maiale tritata, purè di patata e spezie e poi la frittura.
Nel Regno Unito è diffuso un piatto che - secondo le ipotesi di alcuni storici della cucina - potrebbe derivare dalla kufta: le uova alla scozzese, uova sode rivestite di carne di maiale e successivamente avvolte nel pangrattato.